# Sisyrinchium platyphyllum
Sisyrinchium platyphyllum är en irisväxtart som beskrevs av Sereno Watson. Sisyrinchium platyphyllum ingår i släktet gräsliljor, och familjen irisväxter. Inga underarter finns listade i Catalogue of Life.